# Lennox Gautschi
Lennox Gautschi (Zurigo, 30 gennaio 2004) è un giocatore di football americano svizzero che gioca nel ruolo di runningback per gli Helvetic Mercenaries.